# Glashütte (Kleinkahl)
Glashütte (auch Glashüttenhof genannt) ist ein Gemeindeteil der Gemeinde Kleinkahl im unterfränkischen Landkreis Aschaffenburg in Bayern.

## Geographie
Die Einöde Glashüttenhof liegt im oberen Kahlgrund an der Staatsstraße 2305 zwischen Großkahl und der Bamberger Mühle unterhalb der Kapuzinerspitze. Er befindet sich am Bergsporn zwischen Lindenbach und Kahl nordöstlich des Wesemichshofes und bestehend aus sieben Häusern.

## Geschichte
Am Glashüttenhof stand einst eine Glashütte. Der Hochspessart verdankt seine ersten Ansiedlungen den Glasmachern, da sich Jagd- und Holzwirtschaft in den schwer zugänglichen Wäldern nicht lohnten. Die ersten Glasmacher aus Böhmen und Tirol besiedelten Anfang des 15. Jahrhunderts das Gebiet. Der umliegende Wald wurde abgeholzt, um Feuerungsmaterial zu gewinnen. Zugleich wurde Platz für die Ansiedlungen geschaffen. Um 1780 stellte die Hütte den Betrieb ein. 
Im Jahre 1793 erwarb ein Kaufmann aus Büdingen die verfallene Hütte und baute ein neues Werk mit 94 Arbeitern auf dem alten Platz. Es war damals das größte im Spessart. Die Glasfabrikation umfasste den ganzen Umfang der Glasmacherkunst. Der Kaufmann erbte um 1800 das gesamte Anwesen. Die Großkahler Glasindustrie ging in den folgenden Jahren unter. Alle zwölf durch Glashütten entstandenen Orte im Spessart, wie beispielsweise Heinrichsthal, sind arm geblieben.
1806 brachen die Räuber Jakob Heinrich Vielmetter, sein Sohn Johannes sowie Johann Georg Pfeiffer in eine Ziegelhütte im Kahlgrund bei der Glashütte ein. Die Einbrecher gehörten zur Wetterauer Bande.
Heute gehört Glashütte zur Gemeinde Kleinkahl und liegt auf der Gemarkung von Großkahl.